# Opacidad

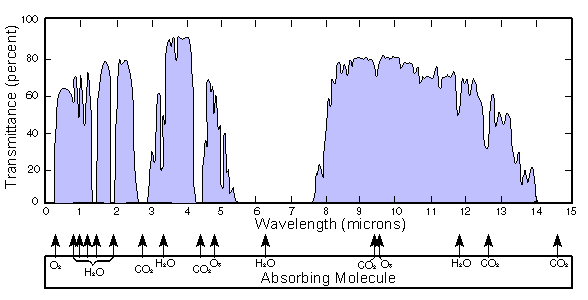
Transmitancia de la atmósfera terrestre.

Un material presenta opacidad cuando no deja pasar luz en proporción apreciable. Es una propiedad óptica de la materia, que tiene diversos grados y propiedades. Se dice, en cambio, que un material es traslúcido cuando deja pasar la luz, pero de manera que las formas se hacen irreconocibles, y que es transparente cuando deja pasar fácilmente la luz. Otras categorías de la apariencia visual que se relacionan con la percepción de la reflexión y transmisión regular o difusa de la luz, han sido organizadas bajo el concepto de cesía en un sistema de ordenamiento con tres variables, que incluyen la opacidad, la transparencia y la traslucidez entre los aspectos involucrados.
Generalmente, se dice que un material es opaco cuando bloquea el paso de la luz visible. Para aplicaciones técnicas, se estudia la transparencia u opacidad a la radiación infrarroja, a la luz ultravioleta, a los rayos X, a los rayos gamma, y en cada una de ellas se caracteriza su función de opacidad.
La función de opacidad generalmente involucra tanto la frecuencia de la luz que interacciona con el objeto, como la temperatura de dicho objeto. Es importante recalcar que existen diferentes funciones de opacidad para diferentes objetos y para diferentes condiciones físicas. Matemáticamente, la función de opacidad se representa con
{\displaystyle \kappa _{\nu }(T)}, e implícitamente cada función lleva consigo el mecanismo físico que se quiere estudiar.
Según la mecánica cuántica, un material será opaco a cierta longitud de onda cuando en su esquema de niveles de energía haya alguna diferencia de energía que corresponda con esa longitud de onda. Así, los metales son opacos (y reflejan la luz) porque sus bandas de energía son tan anchas que cualquier color del espectro visible puede ser absorbido y reemitido.